# El Cedral
El Cedral es una pequeña comunidad en la Isla de Cozumel, en el estado Mexicano de Quintana Roo.